# Где ты, там я
«Где ты, там я» — песня, написанная российской певицей Нюшей. Композиция была выпущена как первый сингл исполнительницы из её третьего альбома.

## Запись и релиз
Первые сообщения о песне и подготовке клипа появились в мае 2015 года. Видеоклип «Где ты, там я» выполнен в стилистике индийской музыки и индийского фильма. Съёмки видеоклипа проходили в Киеве. Перед съемками певица прошла курс индийского танца.
Режиссёром видеоклипа выступил Сергей Солодкий, ранее снимавший клипы для группы ВИА Гра, Веры Брежневой, БиС и других исполнителей.

## Видеоклип
В клипе Нюша вместе с танцевальной группой исполняют танец в индийском стиле на фоне восточной архитектуры. В начале видеоклипа четыре танцовщицы символизируют в танце четыре природных стихии: воду, воздух, землю и огонь. «Они сливаются воедино, чтобы пробудить более мощную и универсальную энергию: создание, объединяющее в себе свойства четырёх универсальных начал. Таким сверхчеловеком становится Нюша».
На канале певицы видеоклип набрал более 65 миллионов просмотров.

## Критика
Артём Макарский, обозреватель журнала Афиша, отметил отсылки в сюжете клипа к фильму «Пятый элемент» и характеризовал стилистику этого клипа и музыкальную аранжировку песни как крайне эклектичную смесь eurodance и рэйв-эстетики с болливудскими образами. При этом он заметил, что без всего этого, в акустическом варианте, песня звучала бы в духе такой исполнительницы, как Лора Марлинг. Подытоживая, он охарактеризовал сингл, как обычный «летний дискотечный хит», не являющийся каким-либо этапом в творчестве певицы.

## Список композиций
| №  | Название        | Автор(ы)       | Длительность |
| -- | --------------- | -------------- | ------------ |
| 1. | «Где ты, там я» | Нюша Шурочкина | 4:12         |

## Чарты и сертификации
| Страна/территория (Чарт)              | Высшая позиция |
| ------------------------------------- | -------------- |
| Tophit Top Hit Weekly Audience Choice | 1              |
| Tophit Top Hit Weekly General         | 18             |
| Tophit Top Hit Weekly Russia          | 21             |
| Tophit Top Hit Weekly Moscow          | 32             |
| IVI Music ТОП-50 клипов               | 3              |
| ClipYou ТОП-10                        | 8              |
| YouTube Top-10                        | 9              |

## Награды и номинации
- 2016 — «Премия Муз-ТВ — 2016» — номинации «лучшее видео» и «лучшая песня»[15][16]
- 2016 — «VI Русская Музыкальная Премия RU.TV 2016» — Премия в номинации «Звезда танцпола. Лучший танцевальный клип» за песню «Где ты, там я»[17]
- 2016 — «Реальная премия MusicBox» — Премия в номинации «лучший видеоклип»[18]